# Mauro Maur
Mauro Maur, född 8 augusti, 1958 i Trieste, Italien, är en italiensk kompositör, trumpetare, och orkesterledare.

## Musikverk tillägnade Mauro Maur
- Ennio Morricone: Ut (1991) for trumpet and orchestra
- Ennio Morricone:Quarto Concerto (1993) for organ, two trumpets, two trombones and orchestra
- M. Théodorakis:Adagio for trumpet and string orchestra
- S. Bussotti: Solfeggio in re della Regina for piccolo trumpet
- F. Grillo: Sol e Eius Umbra (1981) for trumpet and doublebass
- F. Mannino: Atmosfere delle Notti Bianche di S. Pietroburgo (1987) op. 279 for trumpet and orchestra
- A. D'Antò: Alone away (1988) for solo trumpet
- D. [Nicolau: Pathopoiia op.86 (1988) for trumpet and percussions
- W. Dalla Vecchia: Ouverture for trumpet and string orchestra
- R. Gervasio: Variazioni sulla "Preghiera del Mose" di Rossini for trumpet and organ
- G. Farace: Cuor di Pagliaccio for flugelhorn and saxophones quartet
- F. Mannino: Concerto op. 324 (1990) for trumpet and strings
- V. Mortari: Divertimento (1990) for trumpet and cello
- E. Zanoni: Cadencia y Seguidilla for trumpet and piano
- E. Zanoni: Sarabande Lyrique for trumpet and piano
- L. Ronchetti: Deserti for trumpet and tape
- G. Baldi: The Ancient City (1992-93) for seven trumpets, piano and percussions
- F.E. Scogna: Trame (1993) for solo trumpet
- R. Vlad: Melodie e Squilli (1993) for trumpet and piano
- J. Dashow: Morfologie (1993) for trumpet and computer
- E. Chasalow: Out of Joint (1994) for trumpet and electronic sounds
- R. de Rossi Re: Quarto Nero for trumpet and organ
- D. Nicolau: Rug Maur Short Music op. 89 for three trumpets and percussions
- D. Nicolau: Ariette op.72 for solo trumpet
- R. Chiesa: Kaddish (1998) for solo trumpet
- P. Thilloy: Le Labyrinthe ou Le Chemin de Jerusalem (2000) for trumpet, trombone and string orchestra
- M. Frisina: Hymnus for trumpet and organ
- M. Frisina: Suite Giovanni Paolo II for trumpet and organ
- M. Sofianopulo: Varianti "Dal Tuo Stellato Soglio" (2004) for trumpet and organ
- M. Pagotto: No More Seasons (2009) for trumpet and piano

## Diskografi
- 2008: On the Wings of Love, Solisti Veneti dir. C. Scimone, J.J. Mouret Due Sinfonie per tromba e archi Mauro Maur soloist FABULA CLASSICA #12076-2
- 2001: A. Vivaldi Juditha Triumphans, Solisti Veneti dir. C. Scimone Warner Fonit #8573 85747-2
- 2001:From the Screen to the Stage Rota & Morricone, I Filarmonici Italiani Denon #COCQ 83538
- 2003: Concerto per Alberto, omaggio all’arte di Piero Piccioni
- 1996: Mauro Maur e i suoi Solisti: music of Ennio Morricone et Nino Rota Sony Columbia #COL 485352-2
- 1994: Una Tromba in scena Mauro Maur Iktius Milano #C009P
- 1993: La Tromba Classica Contemporanea : musiche di Ennio Morricone, Flavio Emilio Scogna, Lucia Ronchetti, Aldo Clementi, Fabrizio De Rossi Re, Sylvano Bussotti, Mikis Theodorakis, Roman Vlad, James Dashow BMG #74321-16825-2
- 1993: Torelli: Concerti, Sinfonie e Sonte per Tromba, Archi e Basso Continuo RS-Darpro #6367-07
- 1993: L’Orchestra Classica Contemporanea BMG #74321-17516-2
- 1993: In the Line of Fire: musiche di Ennio Morricone SONY #B000008GT8
- 1992: City of the Joy: music of Ennio Morricone EPIC SOUNDTRAX #EK 52750
- 1991: Voyage of Terror: music of Ennio Morricone BMG Ariola #OST 101
- 1989: Improvvisto dell'Angelo: Mauro Maur trumpet Luigi Celeghin organ Casa Musicale Bongiovanni
- 1985: Orchestre Champetre 1900: Mauro Maur cornet FR3 #BZ 62004
- 1984: Sonates et Concertos pour trompette: music of Corelli, Francesco Manfredini, Torelli, Purcell, Telemann Orch. de Chambre de Picardie dir. J.P. François Mauro Maur soloist Jacinthe #N84.25.001